# FK Smorgonie
Futbolny Kłub Smorgonie (biał. Футбольны Клуб «Смаргонь») – białoruski klub piłkarski z siedzibą w miejscowości Smorgonie w obwodzie grodzieńskim.

## Historia
Chronologia nazw:
- 1978—1987: Wilija Smorgonie (biał. «Вілія» (Смаргонь))
- 1987—1993: Stankabudaunik Smorgonie (biał. «Станкабудаўнік» (Смаргонь))
- 1993: Kamunalnik Smorgonie (biał. «Камунальнік» (Смаргонь))
- 1993—...: FK Smorgonie (biał. ФК «Смаргонь»)

Zespół amatorski został założony w 1978 jako Wilija Smorgonie. Na bazie tego zespołu w 1987 organizowano profesjonalny klub piłkarski pod nazwą Stankabudaunik Smorgonie. W 1993 nazwę zmieniono najpierw na Kamunalnik Smorgonie, a potem na obecną nazwę.

## Osiągnięcia
- 8. miejsce w Wyszejszej lidze:

2008
- 1/8 finału Pucharu Białorusi:

2009